# Suchý strom

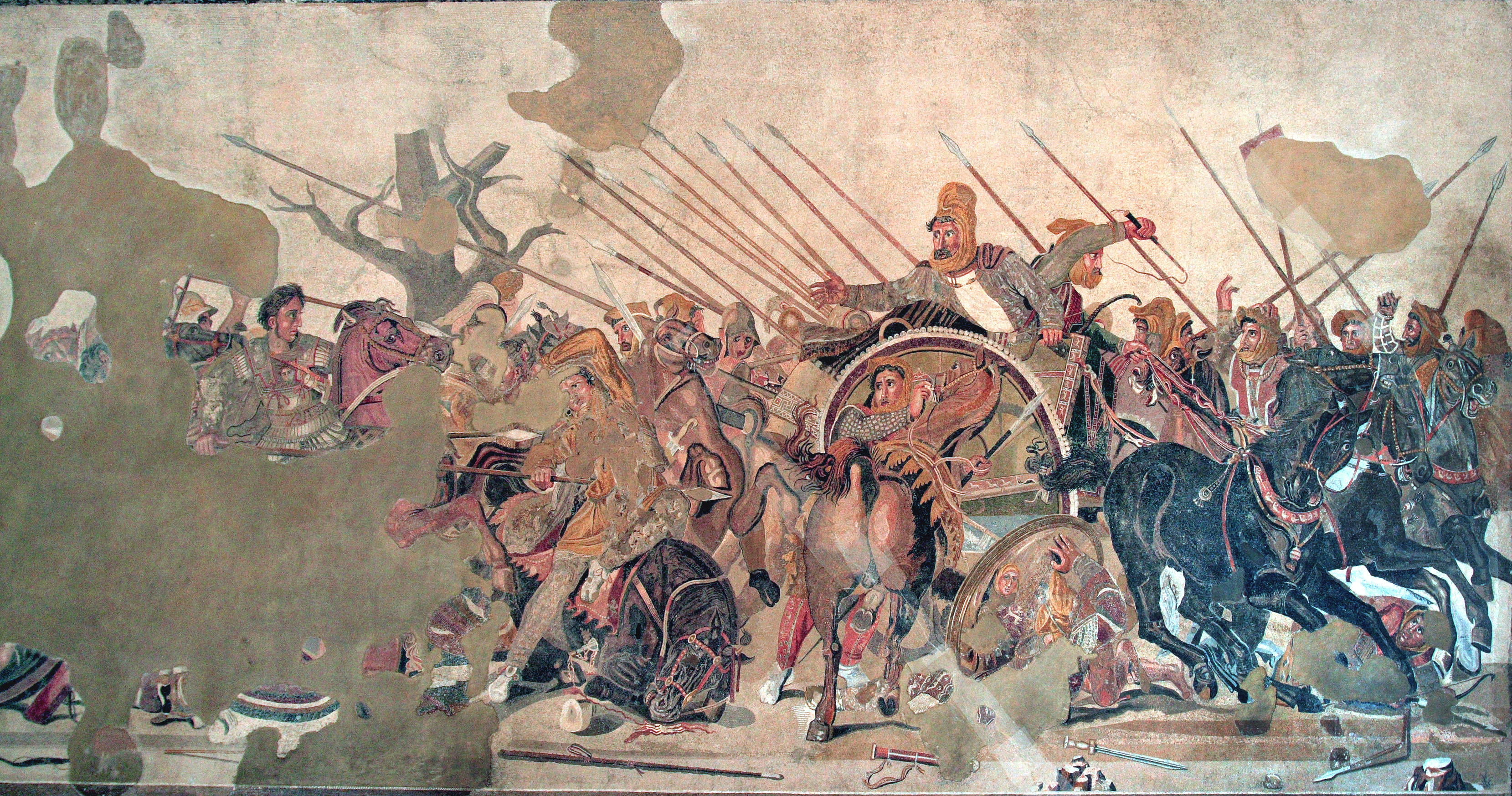
Mozaika bitvy u Issu, za Dareiem suchý strom

Suchý strom byl památný osamělý strom v rovině na severu Persie. Podává o něm zprávu Marco Polo, který jej popisuje v 27. kapitole své knihy Milion. Polo uvádí, že sto mil okolo nebyly žádné stromy, s výjimkou jedné strany deset mil. Popisuje jej jako mohutný strom s listy z jedné strany zelené a z druhé bílé a s plody jako kaštan, ale bez plodu, což by mohlo odpovídat platanu. Podle místního vyprávění se u něj odehrála bitva mezi Alexandrem Velikým a Dáreiem, ale není jasné, zda mělo jít o bitvu u Issu nebo u Gaugamél. Výrazný suchý strom je vidět na mozaice bitvy u Issu ve Faunově domě v Pompejích. 
Později o Suchém stromu psal bavorský dobrodruh a cestovatel Johannes Schiltberger a je vyobrazen na Herefordské mapě, kruhové mapě světa z doby Marca Pola, s popiskem strom Balsami, to jest Suchý strom. V souvislosti s Alexandrem Velikým se objevuje ještě dvojice mluvících věšteckých stromů Slunce a Luny. Ty jsou vyobrazeny v jiné kruhové Ebstorfské mapě světa z 13. století. 
Někteří pozdější cestovatelé jej pak hledali a nacházeli například v Tabrízu či v Abrahámově dubu v Mamre (Hebron). Suchý strom je svou osamělou polohou a významem orientačním i symbolickým srovnatelný se Stromem v Ténéré v poušti Ténéré v Nigeru (zničený 1973). 